# 里 (長度單位)

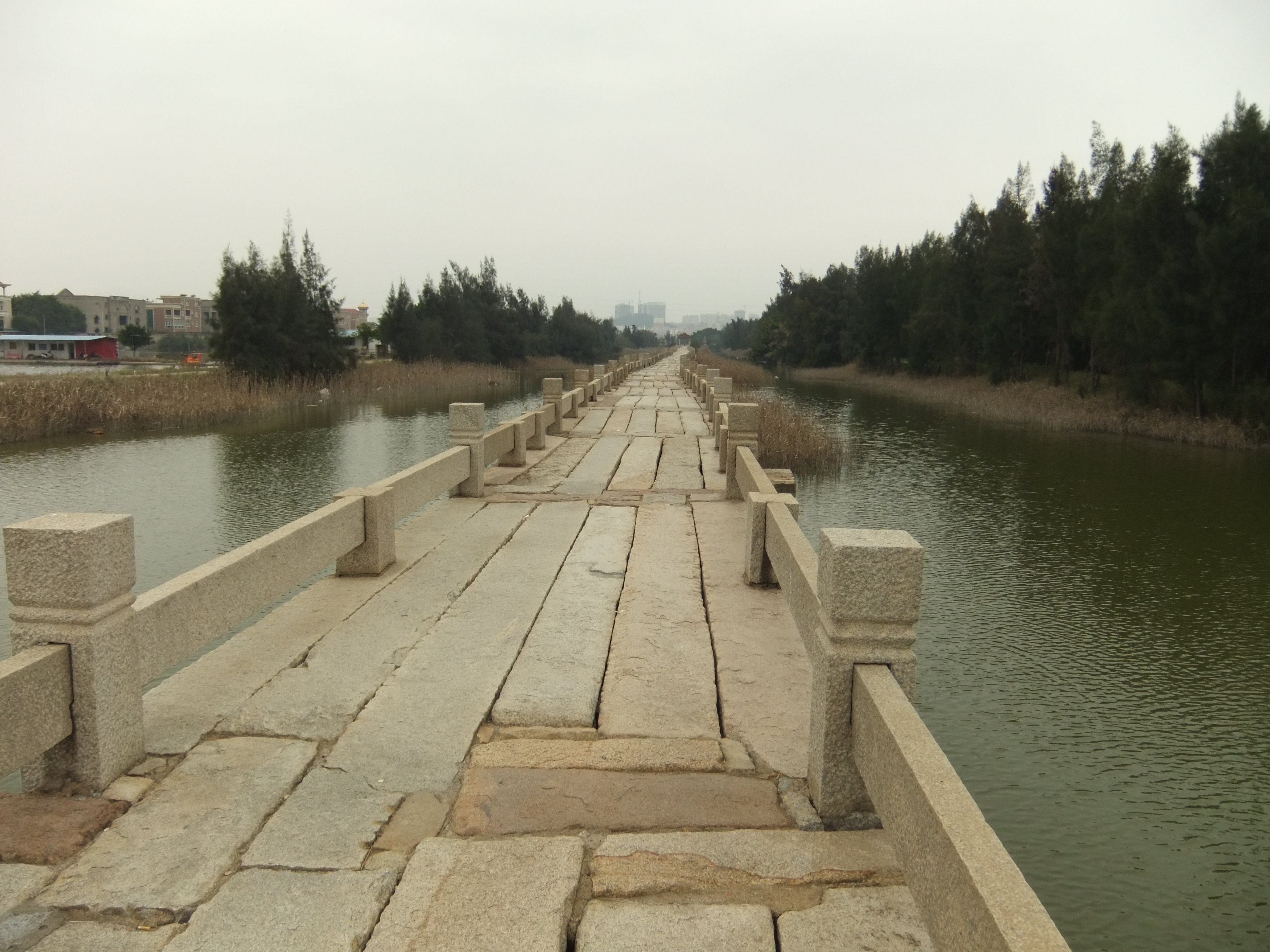
安平橋又稱五里橋，長度剛好五華里

里是東亞傳統的长度单位，起源於中國周代，當時一里為18引=1800尺，戰國、秦漢一里約415.8公尺，後世實際長度歷代不同，傳到日本、朝鮮半島、越南後也有變化；至近代於華語圈也稱作華里以和英里和公里區別。
现在一般1里等于500米，2里等于1公里。
日本大寶律令規定「里＝5町＝300步」1里=533.5米左右，明治維新以後規定1里相當於3.927公里直至現在。

## 外部連結
- Chinese Imperial Distance converter from Convert Me